# Ducado de Nápoles
El Ducado de Nápoles o Ducado Napolitano fue una provincia bizantina dirigida por un gobernador militar (dux) que pronto pasó a convertirse en un Estado autónomo prácticamente independiente, que tuvo una longevidad de cinco siglos durante la Alta Edad Media. Limitaba con los territorios lombardos de Benevento y Salerno.
El área del Ducado estaba en el siglo VII entre las reducidas zonas costeras que (al igual que la vecina Amalfi o Gaeta) los lombardos no consiguieron conquistar, permaneciendo como dependencias del Imperio bizantino. El ducado de Nápoles se extendía alrededor del área de la actual Ciudad metropolitana de Nápoles y comprendía, además de la zona napolitana, el área del Vesubio, la Península Sorrentina, los Campos Flégreos, el actual Giugliano de Campania, las zonas de Aversa, Afragola, Nola y las islas de Isquia y Procida. En cambio la isla de Capri formaba parte del ducado (luego República Marítima) de Amalfi.
La población de la capital, Nápoles, variaba en esa época entre los 30 000 y los 35 000 habitantes. La nobleza napolitana de la época ducal estaba representada por las llamadas "familias magnaticias", inscritas en los sedili (consejos) de la ciudad medieval: entre ellas hay que mencionar las casas de los Capece, los Ferrario, los Melluso, los Pappansogna, los Boccia, los de Gennaro, los Russo y los Morfisa, que tuvieron una especial relevancia en la vida civil de la ciudad a partir del siglo X.[cita requerida]
El ducado fue instituido en 661. Una vez eliminado el peligro longobardo, Constante II, nombró duque a Basilio, un funcionario local, provocando así de facto el nacimiento del ducado de Nápoles, independiente de Bizancio. En 763, el duque Esteban II de Nápoles estableció la autonomía del ducado que formaba parte sólo de modo nominal del Imperio Bizantino; más tarde, en 840 Nápoles pasó a ser definitivamente autónoma cuando el duque Sergio I de Nápoles declaró hereditaria la sucesión del ducado.
El ducado de Nápoles se vio envuelto, desde su nacimiento y durante toda su existencia, en una continua y casi ininterrumpida secuencia de guerras, principalmente defensivas, contra la presión de sus numerosos y poderosos vecinos. Entre estos se destacan los príncipes lombardos de Benevento, de Salerno y de Capua, los corsarios sarracenos, los emperadores bizantinos, los pontífices y, por último, los normandos, que lo conquistaron definitivamente en 1137, poniendo fin a su historia.
En 836 los napolitanos se aliaron con los sarracenos frente al asedio de los príncipes de Benevento (el quinto en veinte años); en 846 y en 849 en cambio derrotaron a la flota sarracena en dos batallas navales en Ostia y Gaeta, con ayuda de los bizantinos y de los amalfitanos. En el siglo X además, tuvieron que defenderse de los ataques del emperador Otón II del Sacro Imperio.
En 1027 el duque Sergio IV de Nápoles donó el condado de Aversa a la banda de mercenarios normandos de Ranulfo Drengot, que le habían ayudado en su guerra contra el principado de Capua, creando así el primer asentamiento normando de la Italia meridional. 
En 1041 el duque de Nápoles Juan V aceptó ser "vasallo" del principe de Salerno Guaimario IV, que estaba sometiendo todo el sur continental de Italia. Juan V se mantuvo fiel a este principe salernitano hasta su muerte en 1053.
Desde la base de Aversa y casi un siglo más tarde, los normandos estarán en medida de someter todo el sur de Italia, dando vida al Reino de Sicilia. El ducado de Nápoles fue el último territorio en caer en manos normandas, con la capitulación del duque Sergio VII de Nápoles en 1137.